# Кякшт, Георгий Георгиевич
Гео́ргий Гео́ргиевич Кякшт (лит. Jurgis Kiakštas; лит. Юргис Кякштас 1873, Санкт-Петербург —1936, Каунас) — российский артист балета литовского происхождения, брат российской и английской балерины Лидии Кякшт.

## Биография
Окончил Петербургское театральное училище. Ещё до завершения учёбы выступил в качестве солиста в балете «Гарлемский тюльпан» и сразу завоевал симпатии публики. 
В 1891—1910 годах — солист Мариинского театра. В 1909—1911 годах участвовал в Русских сезонах. С 1910 года в Россию не возвращался. 
В 1919 году приехал в Литву, где устроил в Каунасе несколько балетных вечеров и организовал студию танца и пластики. 
В начале 1920-х годов — балетмейстер Венской оперы, с 1925 года — Буэнос-Айресского театра «Колон», с 1930 года — Каунасского музыкального театра.
С 15 октября 1899 года женат на артистке балетной труппы Императорских Санкт-Петербургских театров Марии Викторовне Пороховниковой (1880—?).
Педагог. В числе его известных учеников балерина Мария Юозапайтите, народная артистка Литовской ССР.